# Колчеданні родовища
Колчеданні родовища (рос. колчеданные месторождения, англ. pyrite deposits, нім. Kieslagerstätten f pl) — поклади сірчистих (сульфідних) сполук металів в надрах Землі, що мають пром. значення. Розділяються на сірчано-колчеданні, мідно-колчеданні і поліметалічно — колчеданні родовища.
У рудах сірчано-колчеданих родов. переважають сульфіди заліза — пірит, піротин, марказит. У рудах мідно-колчеданих родовищ, крім того, присутні мінерали міді — халькопірит, борніт, халькозин.
У рудах поліметалічно-колчеданих родовищ містяться мінерали цинку і свинцю, а також бариту, іноді гіпсу. К.р. мають форму пластів, лінз, штоків і жил довжиною до 5000 м, потужністю до 250 м, глиб. поширення до 2000 м.
За умовами виникнення і знаходження К.р. тісно пов'язані з основними вулканічними породами, що вилилися на дні древніх морів і сформували протяжні офіолітові пояси, характерні для ранньої стадії геосинклінального розвитку (див. офіоліти). 
Колчеданні родовища входять до складу таких вулканічних поясів, утворюючи переривчасті ланцюги довжиною до дек. тис. км. Процес накопичення колчеданів тривалий, причому на ранніх стадіях утворюються переважно сірчисті сполуки заліза, а на пізніх — міді, цинку, свинцю.
Колчеданні родовища формувалися протягом всієї геол. історії. Найбільш древні (архейські) род. відомі у Півн. Америці (Канада), Австралії, Півд. Африці і Індії, протерозойські — в РФ (Карелія, Сибір), Швеції, Норвегії, Фінляндії, Австралії, нижньо-палеозойські — в РФ (Прибайкалля), Норвегії, Швеції, Австралії, Іспанії і Португалії, середньо- і верхньопалеозойські — в РФ (Урал, Рудний      Алтай, Кавказ), Казахстані, Сер. Азії, ФРН, мезозойські — на Кавказі, в Італії, Туреччині, Франції, колишній Югославії, кайнозойські — на Кавказі, Японії, Ірані, Греції, на Кубі.